# Acacia albizioides
Acacia albizioides é uma espécie de leguminosa do gênero Acacia, pertencente à família Fabaceae.